# Muraenesocidae
Famille
Les Muraenesocidae constituent une famille de poissons de l'ordre des Anguilliformes, appelés « Congres-brochets ».

## Liste des genres
Selon World Register of Marine Species (30 septembre 2015) et FishBase (30 septembre 2015) :
- genre Congresox Gill, 1890
  - Congresox talabon
  - Congresox talabonoides
- genre Cynoponticus Costa, 1845
  - Cynoponticus coniceps
  - Cynoponticus ferox Costa, 1846
  - Cynoponticus savanna
- genre Gavialiceps Alcock, 1889
  - Gavialiceps arabicus
  - Gavialiceps bertelseni Karmovskaya, 1993
  - Gavialiceps javanicus Karmovskaya, 1993
  - Gavialiceps taeniola Alcock, 1889
  - Gavialiceps taiwanensis
- genre Muraenesox McClelland, 1844
  - Muraenesox bagio
  - Muraenesox cinereus
  - Muraenesox yamaguchiensis Katayama & Takai, 1954
- genre Oxyconger Bleeker, 1864
  - Oxyconger leptognathus
- genre Sauromuraenesox Alcock, 1889
  - Sauromuraenesox vorax Alcock, 1889